# Kanton La Souterraine
Der Kanton La Souterraine (okzitanisch Canton La Sotrane) ist seit 1790 ein französischer Kanton im Arrondissement Guéret im Département Creuse in der Region Nouvelle-Aquitaine; sein Hauptort ist La Souterraine.

## Lage
Der Kanton liegt im Nordwesten des Départements Creuse.

## Geschichte
Der Kanton entstand am 15. Februar 1790. Von 1801 bis 2015 gehörten zehn Gemeinden zum Kanton La Souterraine. Mit der Neuordnung der Kantone in Frankreich wechselten drei Gemeinden zu anderen Kantonen.

## Gemeinden
Der Kanton besteht aus sieben Gemeinden mit insgesamt 8816 Einwohnern (Stand: 1. Januar 2022) auf einer Gesamtfläche von 203,36 km²:
| Gemeinde                     | Einwohner 1. Januar 2022 | Fläche km² | Dichte Einw./km² | Code INSEE | Postleitzahl |
| ---------------------------- | ------------------------ | ---------- | ---------------- | ---------- | ------------ |
| La Souterraine               | 4.928                    | 37,07      | 133              | 23176      | 23300        |
| Noth                         | 495                      | 22,89      | 22               | 23143      | 23300        |
| Saint-Agnant-de-Versillat    | 1.059                    | 50,46      | 21               | 23177      | 23300        |
| Saint-Léger-Bridereix        | 165                      | 8,10       | 20               | 23207      | 23300        |
| Saint-Maurice-la-Souterraine | 1.126                    | 39,72      | 28               | 23219      | 23300        |
| Saint-Priest-la-Feuille      | 721                      | 27,44      | 26               | 23235      | 23300        |
| Vareilles                    | 322                      | 17,68      | 18               | 23258      | 23300        |
| Kanton La Souterraine        | 8.816                    | 203,36     | 43               | 2315       | –            |

Bis zur landesweiten Neuordnung der französischen Kantone im März 2015 gehörten zum Kanton La Souterraine die zehn Gemeinden Azerables, Bazelat, La Souterraine, Noth, Saint-Agnant-de-Versillat, Saint-Germain-Beaupré, Saint-Léger-Bridereix, Saint-Maurice-la-Souterraine, Saint-Priest-la-Feuille und Vareilles. Sein Zuschnitt entsprach einer Fläche von 273,29 km2. Er besaß vor 2015 einen anderen INSEE-Code als heute, nämlich 2325.

### Bevölkerungsentwicklung des alten Kantons bis 2015
| 1962   | 1968   | 1975   | 1982   | 1990   | 1999   | 2006   | 2012   |
| ------ | ------ | ------ | ------ | ------ | ------ | ------ | ------ |
| 12.096 | 11.905 | 11.351 | 11.267 | 10.984 | 10.611 | 10.713 | 11.272 |

## Politik
Bei der Stichwahl zum Generalrat des Départements Creuse am 29. März 2015 gewann das Gespann Marie-France Galbrun-Gallerand/Etienne Lejeune (PS) gegen Jean-François Cotet/Lise Gaudin UMP, dann LR mit einem Stimmenanteil von 52,81 % (Wahlbeteiligung:54,38 %).
| Vertreter im conseil général des Départements | Vertreter im conseil général des Départements  | Vertreter im conseil général des Départements |
| Amtszeit                                      | Name                                           | Partei                                        |
| --------------------------------------------- | ---------------------------------------------- | --------------------------------------------- |
| 1976–1992                                     | Roger Gardet                                   | PCF                                           |
| 1992–2001                                     | Yves Aumaître                                  | DVD                                           |
| 1992–2001                                     | Yves Furet                                     | PS                                            |
| 2008–2015                                     | Marie-France Galbrun-Gallerand                 | PS                                            |
| 2015–                                         | Marie-France Galbrun-Gallerand Etienne Lejeune | PS                                            |